# Warniłęg
Warniłęg [varˈniwɛnk] (trước đây là Warlang của Đức) là một ngôi làng thuộc khu hành chính của Gmina Złocieniec, thuộc quận Drawsko, West Pomeranian Voivodeship, ở phía tây bắc Ba Lan. Nó nằm khoảng 13 kilômét (8 mi) phía đông bắc Złocieniec, 24 km (15 mi) về phía đông bắc của Drawsko Pomorskie và 105 km (65 mi) về phía đông của thủ đô khu vực Szczecin.
Trước 1772, khu vực này là một phần của Vương quốc Ba Lan, 1772-1945 Phổ và Đức. Để biết thêm về lịch sử của nó, hãy xem Hạt Wałcz và "Miền Warlang-Heinrichsdorf".
Làng có dân số 240 người.